# استخوان ناوسان
استخوان ناوسان یا ناویکولار(به انگلیسی: Navicular  bone) یکی از استخوان‌های مچ پای انسان است. این استخوان در جلوی استخوان قاپ(تالوس) و در پشت استخوان‌های میخی(کونئیفرم) تقریباً در وسط مچ پا قرار دارد.
مفاصل ناحیه قسمت میانی کف پا عبارتنداز: مفصل تالوناویکولار (مفصل قاپی‌ناوی)، مفصل کالکانئوکوبویید (مفصل پاشنه‌ای‌تاسی)، مفصل کونئوناویکولار (مفصل میخی‌ناوی)، مفصل اینترکونئیفورم (مفصل میان‌میخی)، مفصل کونئوکوبویید (مفصل میخی‌تاسی) و مفصل کوبوییدوناویکولار (مفصل تاسی‌ناوی)

## نگارخانه

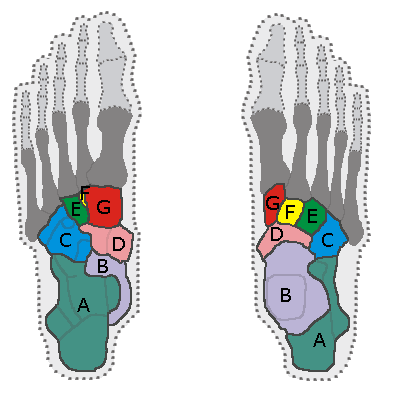
A = استخوان پاشنه، B = قاپ، C = تاسی، D = ناوسان، E = میخی خارجی، F = میخی میانی، G = میخی داخلی

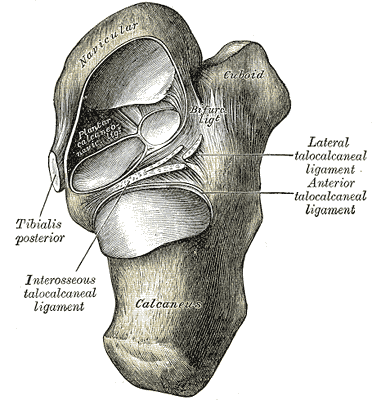
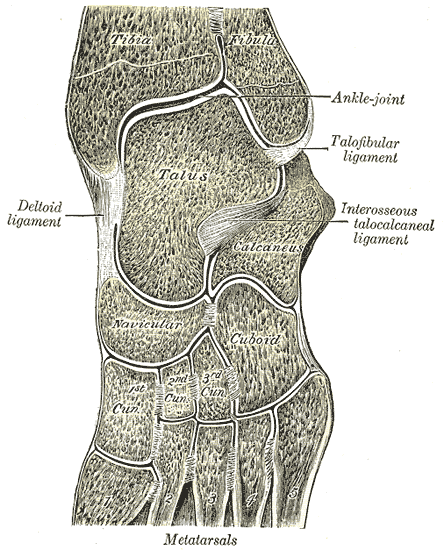
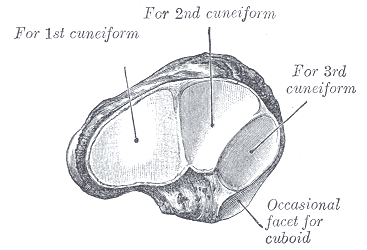
The left navicular. Antero-lateral view
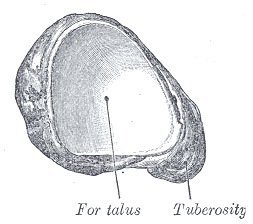
The left navicular. Postero-medial view.